# الميزاب (ذي السفال)

تعديل مصدري - تعديل

الميزاب محلة تابعة لقرية المراكب، التابعة لعزلة السيف بمديرية ذي السفال إحدى مديريات محافظة إب في الجمهورية اليمنية، بلغ تعداد سكانها 54 حسب تعداد اليمن لعام 2004.